# Audrey Jacobs
Audrey Jacobs (* 21. März 2004 in Velden) ist eine niederländische Leichtathletin, die sich auf den Hammerwurf spezialisiert hat.

## Sportliche Laufbahn
Erste Erfahrungen bei internationalen Meisterschaften sammelte Audrey Jacobs im Jahr 2022, als sie bei den U20-Weltmeisterschaften in Cali mit einer Weite von 60,83 m den siebten Platz im Hammerwurf belegte. Anschließend begann sie ein Studium an der University of California, Berkeley in den Vereinigten Staaten. Im Jahr darauf wurde sie bei der 1. Liga der Team-Europameisterschaft im Rahmen der Europaspiele in Chorzów mit 59,48 m 14. und anschließend belegte sie bei den Europameisterschaften in Jerusalem mit 59,72 m den achten Platz. 2025 gelangte sie bei den U23-Europameisterschaften in Bergen mit 63,65 m auf den elften Platz.
In den Jahren 2022 und 2023 wurde Jacobs niederländische Meisterin im Hammerwurf.